# محمد الدقاق
محمد الدقاق ممثل مصري خريج المعهد العالي للفنون المسرحية شارك في عدد من الأعمال المسرحية.

## مشواره الفني
بدأ مشواره الفني عام 2012 في فيلم الرسام، لتتوالى أعماله في العديد من الأفلام والتي أبرزها بنت من دار السلام عام 2014، وش سجون عام 2014.

## أعماله

### الأفلام
| السنة | الفيلم                          | الدور      | بطولة                                                                              |
| ----- | ------------------------------- | ---------- | ---------------------------------------------------------------------------------- |
| 2019  | عقدة                            | N/A        | محمد الدقاق - عبير فاروق - عصام الدين جلال - إحسان الترك - رنا مجدي                |
| 2016  | الصدى (لم يتم عرضة) (فيلم قصير) | عبد الرحيم | محمد الدقاق                                                                        |
| 2014  | الالتراس (فيلم قصير)            | سيف        | محمد الدقاق                                                                        |
| 2014  | المهرجان                        | N/A        | أمينة خليل - محسن منصور - سادات - علاء فيفتي - رامي غيط - ياسمين كساب              |
| 2014  | وش سجون                         | سيد        | باسم سمرة - دينا فؤاد - أحمد وفيق - أحمد عزمي - محمد فاروق شيبا - مها صبري         |
| 2014  | بنت من دار السلام               | رؤوف       | راندا البحيري - رحاب الجمل - ماهر عصام - نهى الليثي - روان الفؤاد - نادية العراقية |
| 2013  | حدث بالفعل (لم يعرض)            | عمر        | محمد الدقاق - سمية السالم - نوري محمد - محمد عزت                                   |
| 2012  | الرسام                          | منير       | عمرو المقدم - محمد الدقاق                                                          |

### المسلسلات
| سنة الإنتاج | المسلسل          | الدور               | بطولة                                                                                    |
| ----------- | ---------------- | ------------------- | ---------------------------------------------------------------------------------------- |
| 2020        | القمر آخر الدنيا | حسني                | بشرى - عمرو عابد - مؤمن نور - مادلين طبر - هشام إسماعيل - ثراء جبيل                      |
| 2020        | النهاية          | حبشي                | يوسف الشريف - عمرو عبد الجليل - محمد لطفي - ناهد السباعي - سهر الصايغ                    |
| 2020        | بت القبايل       | الشيخ موسى          | عمرو عبد الجليل - حنان مطاوع - محمد رياض - محمود عبد المغني - منة فضالي - مدحت تيخا      |
| 2020        | شديد الخطورة     | شيكو                | أحمد العوضي - ريم مصطفى - محمود حجازي - خالد كمال - رياض الخولي - هادي الجيار            |
| 2019        | أفراح إبليس ج2   | رامي                | جمال سليمان - صابرين - ياسر فرج - إيناس عز الدين - هنادي مهنا - أحمد صفوت - كمال أبو رية |
| 2019        | زلزال            | حسيب                | محمد رمضان - حلا شيحة - ماجد المصري - منى عبد الغني - أحمد صيام - محمود حجازي            |
| 2019        | مملكة الغجر      | علي كمال            | فيفي عبده - حورية فرغلي - حازم سمير - سامح الصريطي - سناء شافع - ميار الغيطي             |
| 2019        | ولد الغلابة      | N/A                 | أحمد السقا - مي عمر - إنجي المقدم - إدوارد - كريم عفيفي - هبة مجدي                       |
| 2018        | الدولي           | N/A                 | باسم سمرة - رانيا يوسف - أحمد وفيق - أحمد فتحي - محمد نجاتي - سهر الصايغ                 |
| 2018        | الحصان الاسود    | سكسك هاكر الكمبيوتر | أحمد السقا - شيري عادل - صبري فواز - ياسمين صبري - محمد فراج - أحمد بدير                 |
| 2017        | طاقة نور         | روقة أبو نص لسان    | هاني سلامة - حنان مطاوع - إيهاب فهمي - أشرف عبد الغفور - جيهان خليل - هيدي كرم           |
| 2017        | نصيبي وقسمتك 1   | إيموز               | هاني سلامة - نيكول سابا - شيري عادل - أحمد حجاج - ريهام حجاج - مي سليم                   |
| 2015        | من الجاني        | ضيف في الحلقة 2     | إياد نصار - دينا فؤاد - محمد شاهين - بيومي فؤاد - جيهان أنور - محمد عادل                 |

### البرامج
| السنة | البرنامج | مشاهدة                                 |
| ----- | -------- | -------------------------------------- |
| 2020  | الحكواتي | يعرض علي قناه Cairo Time علي اليويتيوب |

## وصلت خارجية
- صفحته على السينما دوت كوم